# 小野哲雄
小野 哲雄（おの てつお、1960年1月 - ）は、日本の情報工学者。北海道大学大学院情報科学研究院教授。専門分野はヒューマンロボットインタラクション（HRI）、ヒューマンエージェントインタラクション（HAI）、ロボット情報学、人工知能、環境知能。博士（情報科学）。情報処理学会フェロー。
ヒューマンエージェントインタラクション（HAI）と呼ばれる研究領域を世界に先駆けて切り拓いてきた。 さらに、1990年代に開始したコミュニケーションロボットや対話エージェントを用いた研究は HRI / HAI の分野において世界的に先駆的な研究と位置付けられている。

## 概要
北海道岩見沢市出身。岩見沢市立東光中学校、北海道立岩見沢西高等学校、北海道教育大学卒業。大学卒業後は、札幌ソフトウェア専門学校にて専任講師を6年間勤めたのちに、北陸先端科学技術大学院大学情報科学研究科に入学。1997年に北陸先端科学技術大学院大学情報科学研究科博士後期課程を修了し、同年にATR知能映像通信研究所の客員研究員となる。2001年に公立はこだて未来大学システム情報科学部情報アーキテクチャ学科の助教授となり，2005年には同学科の教授に就任。2009年10月には北海道大学大学院情報科学研究科の教授となり、2019年に同大学院情報科学研究院教授に着任。

## 受賞
- 2024年  情報処理学会 フェロー 受称 [6]
- 2024年　情報処理学会 論文賞　受賞
- 2023年　情報処理学会 特選論文　受賞
- 2021年  情報処理学会 論文誌デジタルコンテンツ(DCON) 論文賞 受賞
- 2018年  情報処理学会　特選論文　受賞
- 2013年　International Conference on Human-Agent Interaction (HAI 2013), Honorable Mention Award.
- 2012年  ヒューマンインタフェース学会　特別賞　受賞
- 2009年　情報処理学会 論文賞　受賞
- 2007年　ヒューマンインタフェース学会 2007年度 論文賞　受賞
- 2001年　情報処理学会 平成13年度 山下記念研究賞　受賞

## 所属学会
- 日本ロボット学会
- 電子情報通信学会
- 情報処理学会
- 人工知能学会
- ヒューマンインタフェース学会
- ACM

出典：

## 著書
- マインドインタラクション―AI学者が考える≪ココロ≫のエージェント，（山田誠二、小野哲雄著），近代科学社．2019年 9月　ISBN 9784764905955
- 認知科学講座3 心と社会，ヒューマンエージェントインタラクションと環境知能（小野哲雄著），東京大学出版会．2022年 9月　ISBN 9784130152037
- パソコン操作の基礎技能　サンタクロース・プレス　共著　2015年２月　ISBN　9784990880408
- 世界一やさしいＢＡＳＩＣ入門書　中学プログラミング―付録　フローチャート定規　サンタクロース・プレス　2017年９月　ISBN　9784990880439